# ديفيد غراهام (لاعب كرة مضرب)
ديفيد غراهام (بالإنجليزية: David Graham)‏ هو لاعب كرة مضرب أسترالي، ولد في 4 أغسطس 1962 في نيوكاسل في أستراليا.

## وصلات خارجية
- دايفيد غراهام على موقع رابطة محترفي التنس (الإنجليزية)
- دايفيد غراهام على موقع الاتحاد الدولي لكرة المضرب (الإنجليزية)
- دايفيد غراهام على موقع خلاصة التنس.كوم (الإنجليزية)